# Marcelo Barra
Marcelo Barra (Goiânia, 18 de setembro de 1959) é um cantor e compositor brasileiro que se tornou conhecido por cantar sobre a cultura de Goiás, seu estado natal.

## Carreira
Quando tinha apenas nove anos de idade, Barra aprendeu a tocar cavaquinho. Aos doze começou a estudar violão. Em 1976, aos dezesseis, venceu o Festival Comunicasom, fato que viria a repetir novamente em 1981 e 1982.
Em 1981, lançou, em parceria com o maestro e compositor José Eduardo Morais, o álbum Coisas tão nossas. No ano seguinte, lançou o compacto simples da canção "Araguaia", impulsionada pelo sucesso no festival. Pouco tempo depois, Fafá de Belém gravou a canção, tornando Barra conhecido no meio musical de todo o país. Outra canção que o consagrou nacionalmente foi "Saudade Brejeira", de José Eduardo Morais e Chaul.
Em 1983 gravou com Morais seu segundo álbum, intitulado Recado. Participou do "Projeto Pixinguinha", ao lado de Wagner Tiso e Cida Moreira, em shows que percorreram várias cidades do Nordeste. Mais tarde, atuou no "Projeto Pixingão", dividindo o palco com Sérgio Ricardo.
A canção "Cora Coralina", uma homenagem à poetisa homônima, recebeu um videoclipe da equipe de produção do programa de televisão Fantástico da Rede Globo, e foi muito elogiado por Flávio Cavalcanti, que não escondeu o seu entusiasmo na rubrica "Um Instante, Maestro!", no seu programa do SBT.

## Vida Pessoal
Marcelo Barra é casado com Mônica Barra ( nome adquirido após o casamento), com quem teve dois filhos, Marcella e Pedro. Ele tem um neto chamado Dom , fruto do casamento de sua filha Marcella com o cantor Mateus ( Jorge e Mateus ).

## Discografia

### Álbuns
- 1981: Coisas Tão Nossas (com José Eduardo Morais)
- 1983: Recado (com José Eduardo Morais)
- 1985: Voz Amiga
- 1988: Marcelo Barra
- 1987: Marcelo Barra canta com as crianças
- 1993: Regional
- 1995: Somos Goiás
- 1997: Vila Operária
- 1997: Canções da Família
- 1998: Festa Goiana
- 2002: Jeito Goiano
- 2002: Goiás
- 2003: Grandes Momentos
- 2005: Vinte Sucessos de Marcelo Barra
- 2006: Serestas Brasileiras
- 2007: Pequi

### Compactos
- 1982: Araguaia
- 1984: Cora Coralina

### DVDs
- 2008: Goiás